# Revolución del 8 de octubre de 1812
La revolución del 8 de octubre de 1812 fue un golpe de Estado planificado por la Logia Lautaro y la Sociedad Patriótica y dirigido por José de San Martín, Manuel Guillermo Pinto, Carlos María de Alvear y Francisco Ortiz de Ocampo, que derrocó al Primer Triunvirato y permitió la creación del Segundo Triunvirato y la posterior organización de la Asamblea del año XIII.

## Contexto
El Primer Triunvirato fue un ejecutivo de tres miembros que gobernaron las Provincias Unidas del Río de la Plata durante la Guerra de Independencia de Argentina, después de la caída de la Junta Grande, órgano de gobierno que tenía muchos miembros. El Triunvirato tuvo una política conservadora.
El arribo de José de San Martín y Carlos María de Alvear a Buenos Aires, en 1812 y la creación por ellos de la Logia Lautaro, se convirtieron en un obstáculo para el poder de Bernardino Rivadavia, al que se sumó la palabra y la acción de Bernardo de Monteagudo desde de la Sociedad Patriótica. 
La revolución del 8 de octubre de 1812, para algunos autores, fue el primer golpe de Estado de la historia argentina.

## Revolución
En la mañana del 8 de octubre de 1812 el regimiento de Granaderos a Caballo, comandados por el teniente coronel José de San Martín y acompañado por miembros de la Logia Lautaro y otros cuerpos militares como los batallones de cívicos de Francisco Ortiz de Ocampo y el regimiento de artillería de Manuel Guillermo Pinto, se reunieron en la Plaza de Mayo haciéndose eco del descontento popular y derrocaron al Primer Triunvirato exigiendo un Cabildo Abierto y un cambio de gobierno afín a las ideas de la Logia y la Sociedad Patriótica.
Luego se eligió el Segundo Triunvirato, integrado por Juan José Paso, Nicolás Rodríguez Peña y Antonio Álvarez Jonte. Pocos días después, el 24 de octubre, el nuevo gobierno convocó al pueblo a elecciones, que se hicieron conforme al principio del sufragio universal.